# SBIインベストメント
SBIインベストメント株式会社（SBI Investment Co., Ltd.）は、SBIホールディングス株式会社（以下「SBIHD」）の子会社で、ベンチャーキャピタルファンド等の運用・管理を行う株式会社である。

## 沿革
- 1996年（平成8年）6月7日 - ソフトバンクベンチャーズ株式会社として設立。
- 1999年（平成11年）11月10日 - 当時のソフトバンク・インベストメント株式会社（現・SBIHD）と株式交換し、同社の株式交換完全子会社となる。
- 2004年（平成16年） - 商号をSBIベンチャーズ株式会社に変更。
- 2005年（平成17年）7月1日 - 同日以前のソフトバンク・インベストメント株式会社（同日にSBIHDに変更）から吸収分割によってファンド運営事業等を承継し、商号をソフトバンク・インベストメント株式会社に変更。ソフトバンク・コンテンツ・パートナーズ株式会社[注釈 2]及びバイオビジョン・キャピタル株式会社[注釈 3]を吸収合併。
- 2006年（平成18年）10月1日 - 商号をSBIインベストメント株式会社に変更。